# Base aérea de Griazi
La Base aérea de Griazi (en ruso: Аэродром Грязи; ICAO:; IATA: ), se encuentra 7 km al sudoeste de Griazi, y a unos 30 km al sudeste de Lípetsk, capital del óblast de Lípetsk, Rusia.
Se trata de una antigua base aérea en desuso, conocida también como "Lípetsk/Griazi" o "Griazi Sur". Las imágenes de satélite muestran cierta actividad de aviación deportiva.

## Pista
La base aérea de Griazi dispone de una pista de tierra en dirección 05/23 de 2.000 x 160 m. (6.562 x 525 pies).